# Солтан, Пётр Семёнович
Пётр Семёнович Солтан (рум. Petru Soltan; 29 июня 1931, Кошница, Молдавская АССР — 15 июля 2016, Кишинёв) — советский и молдавский математик, доктор физико-математических наук, профессор, академик Академии наук Республики Молдова.

## Биография
Родился в многодетной крестьянской семье.
В 1952 г. окончил Кишинёвский педагогический институт и аспирантуру механико-математического факультета МГУ, где проводил исследования под руководством академика Павла Сергеевича Александрова.
В 1952—1960 гг. работал учителем в средней школе.
В 1961 г. защитил кандидатскую диссертацию в Математическом институте имени В. А. Стеклова АН СССР. В 1974 г. получил степень доктора физико-математических наук в области теории выпуклого анализа и был избран членом-корреспондентом Академии наук Молдавской ССР.
С 1974 по 1978 г. являлся членом президиума Академии наук Молдавской ССР.
С 1960 г. вел педагогическую деятельность Молдавского государственного университета, с 1973 г. — в качестве профессора.
С 1973 по 1991 гг. — директор Института планирования при Госплане Молдавской ССР.
В 1992 г. был избран действительным членом Академии наук Республики Молдова.
Основные труды по топологии, геометрии и математической кибернетике. Является основателем научной школы «D-выпуклая теория и приложения математики», автор более 100 научных работ в области теоретической и прикладной математики, в том числе шести монографий. Он подготовил 24 доктора и 3 доктора физико-математических наук.
В 2003 г. был избран почетным членом Румынской академии.
Почетный доктор Университета Бабеш-Бойяи (1992), Академии экономического образования Молдавии (1998), Тираспольского государственного педагогического университета, базирующегося в Кишиневе (2000), доктор Международного Независимого Университета Молдовы (1994). Почетный профессор Университета имени Петре Андрея в Яссах (2001).

## Награды и звания
- Золотая медаль имени С. И. Вавилова Российской академии наук (1991).
- Заслуженный деятель Республики Молдова (1994).
- Медаль «За гражданские заслуги» (1996).
- Медаль «Михай Эминеску» (2000).
- Медаль «Дмитрий Кантемир» (Академия наук Республики Молдова, 2001).
- Национальная премии Республики Молдова в области науки и техники (2004).
- Орден Республики (2010).
- Почётный гражданин Кишинёва (30 мая 2014)[2].